# Championnat d'Italie de rugby à XV 1963-1964
Navigation
Serie A 1962-1963 Serie A 1964-1965
Le Championnat d'Italie de rugby à XV 1963-1964 oppose les douze meilleures équipes italiennes de rugby à XV. Le championnat débute en 1963 et se termine en 1964. Le tournoi se déroule sous la forme d'un championnat unique en matchs aller-retour.
Pour la première fois, deux équipes terminent le championnat à égalité de points. Le Rugby Rovigo est désigné vainqueur grâce à une meilleure différence de buts et remporte son 7e titre, le 3e d'affilée.

## Équipes participantes
Les douze équipes sont les suivantes :
| - GBC Amatori Milan - L'Aquila - CUS Genova Italsider - CUS Roma Ignis - GS Esercito Napoli - Fiamme Oro | - Diavoli Milano - Parme - Partenope Napoli - Petrarca Padoue - Rugby Rovigo - Metalcrom Trévise |

## Classement
| Rang | Club                 | J  | V  | N | D  | Pm  | Pe  | Diff | Pts |
| ---- | -------------------- | -- | -- | - | -- | --- | --- | ---- | --- |
| 1    | Rugby Rovigo (T)     | 22 | 15 | 3 | 4  | 192 | 115 | +77  | 33  |
| 2    | Rugby Parma          | 22 | 15 | 3 | 4  | 206 | 148 | +58  | 33  |
| 3    | Partenope            | 22 | 15 | 1 | 6  | 218 | 136 | +82  | 31  |
| 4    | Amatori Rugby Milan  | 22 | 8  | 7 | 7  | 169 | 132 | +37  | 23  |
| 5    | Fiamme Oro Padova    | 22 | 9  | 4 | 9  | 175 | 148 | +27  | 22  |
| 6    | CUS Roma Ignis       | 22 | 7  | 8 | 7  | 119 | 129 | -10  | 22  |
| 7    | Metalcrom Trévise    | 22 | 9  | 3 | 10 | 146 | 122 | +24  | 21  |
| 8    | Petrarca Padoue      | 22 | 9  | 1 | 12 | 157 | 191 | -34  | 19  |
| 9    | Diavoli Milano       | 22 | 8  | 1 | 13 | 162 | 193 | -31  | 17  |
| 10   | CUS Genova Italsider | 22 | 6  | 5 | 11 | 90  | 156 | -66  | 17  |
| 11   | L'Aquila Rugby       | 22 | 6  | 4 | 12 | 128 | 200 | -72  | 16  |
| 12   | GS Esercito Napoli   | 22 | 4  | 2 | 16 | 141 | 233 | -92  | 10  |

|  | Vainqueur (no 1)         |
|  | Relégués (no 11, no 12)  |
|  | T : tenant du titre 1963 |

Attribution des points :  victoire : 2, match nul : 1, défaite : 0.

## Vainqueur
| Entraîneur | Entraîneur             | Giordano Campice               |
| Avants     | Pilier                 | G. Zuin, Broglio, F. Navarrini |
| Avants     | Talonneur              | Veronese                       |
| Avants     | Deuxième ligne         |                                |
| Avants     | Troisième ligne aile   | Bassan                         |
| Avants     | Troisième ligne centre |                                |
| Arrières   | Demi de mêlée          |                                |
| Arrières   | Demi d'ouverture       |                                |
| Arrières   | Centre                 | Casellato                      |
| Arrières   | Ailier                 | G. Navarrini, S. Biscuola      |
| Arrières   | Arrière                | O. Bettarello                  |